# Olle Åhlund
Olle Åhlund (né le 22 août 1920 à Degerfors en Suède et mort le 11 février 1996 dans la même ville) était un joueur de football international suédois.

## Biographie
Natif de Degerfors, il passe toute sa carrière dans le club de sa ville natale, le Degerfors IF.
En international, il joue avec l'équipe de Suède, et participe à la coupe du monde 1950 au Brésil. Il joue en tout 34 matchs en sélection.
Il est le vainqueur du Guldbollen (meilleur joueur suédois de l'année) en 1951.